# Joseph Vignancour
Pour les articles homonymes, voir Vignancour.
Joseph Marie Madeleine Vignancour est un avocat français, né le 13 mai 1857 à Beaulieu et mort le 24 janvier 1935 à Clermont-Ferrand.

## Biographie
Fils de Jean Vignancour, ingénieur des mines, et de Marie Élisabeth Alexandrine Greliche, Joseph Marie Madeleine Vignancour nait le 13 mai 1857 au domicile de ses parents situé à Beaulieu, au lieu de Saint-Blaise.
Il épouse, le 26 mai 1890, à Saint-Flour, Marie Esther Aujollet (1865-...), fille de Pierre Aujollet, avocat, chevalier de l'Ordre de Saint-Grégoire le Grand, et de Marguerite Vayron Lamoureyre, avec laquelle il aura :
- Marguerite Jeanne Marie (1891-1894)[3],
- Marie Madeleine Jeanne Élisabeth (1893-1977)[4] qui épousera Jean Lazare Emmanuel Apchin,
- Jean Charles Xavier Marie Joseph (1894[5]-1894[6]),
- Pierre Marie Annet (1895[7]-1895[8]),
- Anne Marie (1899[9]-...) qui épousera le docteur Godemel[10],
- Charles Marie Jean (1901-1914)[11],
- Pierre Louis Fernand (1903[12]-...) qui épousera, en 1929, Marie Louise Gabrielle Jeanne L'Ebraly, fille du bâtonnier Eugène L'Ebraly, et deviendra également bâtonnier[13],
- Charles Marie Paul (1908[14]-...) qui entrera dans les ordres[10],

Il décède le 24 janvier 1935 en son domicile situé à Clermont-Ferrand, au 14 place Delille. Il est inhumé, le 28 janvier suivant, dans le cimetière de Saint-Flour, après une cérémonie religieuse donnée à Notre-Dame du Port. La famille demande à ce qu'il n'y ait ni fleurs, ni couronnes, ni même discours mais seulement des prières.

## Carrière juridique
Avocat au barreau de Paris, il soutient sa thèse de doctorat intitulée Droit romain : de l'hypothèque légale de la femme - Droit français : de l'hypothèque légale de la femme envisagée dans ses effets contre les tiers acquéreurs, le 22 décembre 1880. Docteur en droit, il s'inscrit, dès 1881, au barreau de Clermont-Ferrand.
Il est élu bâtonnier de l'ordre des avocats du barreau de Clermont-Ferrand : 
- le 27 novembre 1896, faisant suite à Michel Colombier[17],
- le 12 novembre 1897[18],
- le 17 juillet 1919, faisant suite à Michel Colombier[19],
- le 30 juin 1920[20],
- le 10 juillet 1926, suivant suite à Roger Lambert[21],
- le 13 juillet 1927[22].

Il est élu membre du conseil de discipline de l'ordre des avocats près le tribunal civil de Clermont-Ferrand : 
- le 5 novembre 1888 et est désigné pour remplir les fonctions de secrétaire[23],
- le 22 novembre 1889 et est désigné pour remplir les fonctions de secrétaire[24],
- le 12 novembre 1892 et est délégué au bureau de l'assistance judiciaire[25],
- le 17 novembre 1893 et est délégué au bureau de l'assistance judiciaire[26],
- le 21 novembre 1894 et est désigné pour remplir les fonctions de secrétaire[27],
- le 17 novembre 1895 et est désigné pour remplir les fonctions de secrétaire[28],
- le 15 novembre 1898[29],
- le 28 novembre 1899[30],
- le 14 novembre 1900 et est désigné pour remplir les fonctions de secrétaire[31],
- le 14 novembre 1904[32],
- le 3 novembre 1905 et fut délégué au bureau de l'assistance judiciaire[33],
- le 14 octobre 1910[34],
- le 11 octobre 1912[35],
- le 16 juillet 1913 et est délégué au bureau d'assistance judiciaire[36],
- le 16 juillet 1921[37],
- le 11 juillet 1922[38],
- le 12 juillet 1924[39],
- le 11 juillet 1925[40],
- le 10 juillet 1928 et est délégué au bureau de l'assistance judiciaire pour l'arrondissement de Clermont-Ferrand[41].
- le 9 juillet 1929[42],
- le 26 juillet 1933[43].

À compter de 1913, il enseigne le droit constitutionnel à la faculté libre de Clermont-Ferrand et se spécialise dans les questions sociales et de la liberté d'enseignement. En 1929, il est professeur honoraire à la faculté municipale de Clermont-Ferrand et délégué du conseil municipal au conseil d'administration de cette dernière.

### Quelques affaires

#### Les anciens frères sécularisés
En août 1903, il assure, avec ses confrères, Maîtres Eugène L'Ebraly, Langlais et Casimir Pajot, la défense des anciens frères sécularisés de Clermont-Ferrand, de Bourg-Lastic, de Messeix, du Mont-Dore et de Chanonat, poursuivis devant le tribunal correctionnel de Clermont-Ferrand. Parvenant à démontrer l'inanité des poursuites, toutes les affaires sont mises en délibéré.

#### Les hospices civils de Clermont-Ferrand contre la ville de Clermont-Ferrand
Le 26 novembre 1932, représentant les intérêts de la ville de Clermont-Ferrand devant le conseil de préfecture interdépartemental de Clermont-Ferrand, il s'oppose à son confrère, Marius Billy, avocat des hospices civils. Dans cette affaire, les hospices civils exigent la prise en charge, par la municipalité, des frais d'hospitalisation des malades indigents et le paiement, à ce titre, de la somme de 681 000 francs. Jugeant sur le fond, le conseil arrête que les frais d'hospitalisation des malades indigents incombent aux hospices, dans la mesure du montant intégral de leurs ressources budgétaires, déduction faite de celles qui servent à couvrir les frais généraux de leur fonctionnement et de celles qui ont une affectation spéciale du fait de la loi, d'actes de fondation, d'édits d'union ou de conventions particulières : l'excédent est à la charge de la commune du domicile du secours et qu'il y a lieu d'ordonner une expertise à l'effet d'établir si lesdits frais ont excédé la limite ainsi définie des ressources budgétaires des hospices pendant l’exercice en cause. Cet arrêt fait jurisprudence.

## Engagements et adhésions
En 1882, il adhère à la section d'Auvergne du club alpin français.
En janvier 1899, il adhère à la toute jeune Ligue de la Patrie française, fondée en réaction à la Ligue des droits de l'homme qui milite pour la reconnaissance de l'innocence d'Alfred Dreyfus.
Il est membre adhérent de l'Almanach de Brioude,.
Profondément pieux, il intègre le Tiers-Ordre franciscain.

### Les Unions de la Paix sociale
Présenté par Monsieur Tallon, il est admis membre associé des unions de la paix sociale, en 1888. Convaincu par les idées novatrices de Frédéric Le Play, il sera correspondant pour l'Auvergne et le Velay, avec Casimir Pajot, de 1891 à 1914,,.
Ardent défenseur de l'enseignement libre, il remet, à l'occasion du congrès de la société d'économie sociale et des unions de la paix sociale qui se tient à Brioude, le 16 juin 1889, un rapport sur l'évolution de l'école primaire depuis 1789, constatant une diminution substantielle du nombre d'école et la baisse de leur dotation et revendiquant la liberté, pour le père de famille, de former son enfant en son âme et conscience.
Il présente, en 1899, avec Casimir Pajot, la candidature de Monsieur Coiffier, ancien juge au tribunal de commerce de Clermont-Ferrand.
Le 21 janvier 1901, il préside, assisté de Casimir Pajot, la conférence des unions d'Auvergne qui se tient à Clermont-Ferrand.

### La société d'aide aux mutilés
En 1929, il est vice-président de la section de Clermont-Ferrand de la société d'aide aux mutilés.

### La conférence de Saint-Vincent-de-Paul
Il est nommé président de la conférence de Saint-Vincent-de-Paul de Saint-Eutrope.

## Distinctions et nominations

### L'Académie des sciences, belles-lettres et arts de Clermont-Ferrand
Le 15 janvier 1885, il est reçu à l'Académie des sciences, belles-lettres et arts de Clermont-Ferrand.
Il sera désigné pour composer différentes commissions, savoir :
- en 1893, avec l'abbé Fouilhoux et Élie Jaloustre, la commission chargée de vérifier les comptes de l'académie pour l'exercice 1892 et de valider le budget 1893[58],
- en 1893, avec, en plus des membres du bureau, le docteur Hospital, Francisque Mège, le docteur Plicque et l'abbé Randanne, la commission d'étude chargée de se prononcer sur un travail relatif à la première croisade et concluant à la célébration, par l'académie, du 8e centenaire de l'évènement dont Clermont-Ferrand a été le théâtre en 1095[58],
- en 1897, avec Félix Chaudessolle, Élie Jaloustre et Monsieur Langlais, la commission spéciale chargée de prêter son concours au bureau de l'académie, afin d'accepter, de manière régulière, et mettre en possession cette dernière du legs contenu dans le testament du marquis du Maisniel de Villemont, décédé en 1894, instituant une rente perpétuelle de 1 000 francs destinée à la fondation d'un prix de vertu[59],
- en 1897, l'académie émettant, à la grande majorité, un avis favorable quant à l'opportunité de créer une faculté de droit à Clermont-Ferrand, il fut décidé qu'une commission se chargerait d'en faire part aux personnes concernées. Il est désigné, avec Casimir  Pajot, Monsieur Julien et Félix Chaudessolle, pour composer cette dernière[59],
- en 1899, avec Élie Jaloustre, Claude de Barante, le docteur Dourif et Adrien de Torsiac, la commission chargée de l'emploi des fonds provenant de la souscription au monument de Vercingétorix dont il démissionnera quelques mois plus tard[60].

Membre titulaire de l'académie, il parraine :
- le 7 janvier 1892, avec Félix Chaudessolle, la candidature de Casimir Pajot[61],

- le 1er décembre 1892, avec Félix Chaudessolle, la candidature d'Eugène L'Ebraly[61],

- le 8 novembre 1894, avec Antoine Vernière, la candidature à la correspondance de Henry Salveton, maire de Nonette[62],
- le 5 décembre 1895, avec Antoine Vernière, la candidature à la correspondance de Pierre Marty[63].

En 1896, il est élu, au deuxième tour de scrutin, commissaire au bureau de l'académie.
Il est élu, le 20 janvier 1910, président de l'académie, fonctions qu'il occupera jusqu'au 18 janvier 1912, cédant son siège à Georges Salvy,,.
En 1933, il est nommé doyen de l'Académie des sciences, belles-lettres et arts de Clermont-Ferrand.

### Distinctions honorifiques
- Chevalier de l'ordre de Saint-Grégoire-le-Grand. En 1905, le pape Pie X le fait chevalier de l'Ordre de Saint-Grégoire le Grand pour son rôle dans la défense des congrégations devant la cour d'appel de Riom[67].

- Chevalier de la Légion d'honneur. Par décret du 19 février 1929, il est nommé chevalier de la Légion d'honneur[68],[44].

## Publications et discours
- De l'hypothèque légale de la femme envisagée dans ses effets contre les tiers acquéreurs, thèse soutenue à la faculté de droit de Paris (1880)[16],
- Loi du 28 mars 1882 sur l'instruction primaire obligatoire (1882)[69],
- Les légistes[70],
- La loi du 5 août 1881[70],
- La sénéchaussée et l'ancien présidial de Clermont (1885)[70],
- Des accidents du travail et de la responsabilité des patrons, mémoire remis à la section Auvergne des Unions de la paix sociale (1888)[71],
- L'école primaire en France depuis 1789, rapport remis à la section Auvergne des Unions de la paix sociale (1889)[54].

## Sources
1. ↑  Archives départementales du Puy-de-Dôme - Registre des naissances de la ville de Beaulieu - Année 1857 - Cote 6 E 31/9 - p. 17/118 (http://www.archivesdepartementales.puydedome.fr/ark:/72847/vtaf2543aba00ed0804/daogrp/0/layout:table/idsearch:RECH_22813e61ddb0e947083c43c39b8c8dac#id:1580021307?gallery=true&brightness=100.00&contrast=100.00&center=360.450,-342.834&zoom=7&rotation=0.000)
2. ↑  Archives départementales du Cantal - Registre des mariages de la ville de Saint-Flour - Année 1890 - Cote 5 MI 349/5 - p. 145 et suivante/227 (http://archives.cantal.fr/ark:/16075/a011324371641w9nLI0/1/133?fileindex=Etat%20civil%20et%20registres%20paroissiaux/Saint-Flour/PM-M%201888-1891/AD015_5Mi349_01686.jpg&id_index=anonymous_0_0_100000_100000&show_index=1&index_in_visu=)
3. ↑  Archives départementales du Puy-de-Dôme - Registre des naissances de la ville de Clermont-Ferrand - Année 1891 - Cote 6 E 113/313 - p. 67/214 (http://www.archivesdepartementales.puydedome.fr/ark:/72847/vtab4df2f6ab6a79291/daogrp/0/layout:table/idsearch:RECH_8460cdbe84d003fb2dcb7f8fc6b92d60#id:1653987813?gallery=true&brightness=100.00&contrast=100.00&center=775.728,-419.810&zoom=10&rotation=0.000)
4. ↑  Archives départementales du Puy-de-Dôme - Registre des naissances de la ville de Clermont-Ferrand - Année 1893 - Cote 6 E 113/353 - p. 85/214 (http://www.archivesdepartementales.puydedome.fr/ark:/72847/vtaf4137cd5282070e9/daogrp/0/layout:table/idsearch:RECH_8460cdbe84d003fb2dcb7f8fc6b92d60#id:2110785553?gallery=true&brightness=100.00&contrast=100.00&center=580.403,-546.865&zoom=9&rotation=0.000)
5. ↑  Archives départementales du Puy-de-Dôme - Registre des naissances de la ville de Clermont-Ferrand - Année 1894 - Cote 6 E 945 - p. 80/231 (http://www.archivesdepartementales.puydedome.fr/ark:/72847/vta018f10c00a322943/daogrp/0/layout:table/idsearch:RECH_8460cdbe84d003fb2dcb7f8fc6b92d60#id:102442059?gallery=true&brightness=100.00&contrast=100.00&center=907.598,-1314.261&zoom=9&rotation=0.000)
6. ↑  Archives départementales du Puy-de-Dôme - Registre des décès de la ville de Clermont-Ferrand - Année 1894 - Cote 6 E 949 - p. 202/238 (http://www.archivesdepartementales.puydedome.fr/ark:/72847/vta861218bfbd8e1d39/daogrp/0/layout:table/idsearch:RECH_2ac08be5079011d18d274a3d411fa46e#id:415698007?gallery=true&brightness=100.00&contrast=100.00&center=1970.204,-1376.547&zoom=9&rotation=0.000)
7. ↑  Archives départementales du Puy-de-Dôme - Registre des naissances de la ville de Clermont-Ferrand - Année 1895 - Cote 6 E 946 - p. 102 et suivante/217 (http://www.archivesdepartementales.puydedome.fr/ark:/72847/vtad84441d4af35431b/daogrp/0/layout:table/idsearch:RECH_8460cdbe84d003fb2dcb7f8fc6b92d60#id:1527860086?gallery=true&brightness=100.00&contrast=100.00&center=1280.000,-920.000&zoom=6&rotation=0.000)
8. ↑  Archives départementales du Puy-de-Dôme - Registre des décès de la ville de Clermont-Ferrand - Année 1895 - Cote 6 E 950 - p. 113/239 (http://www.archivesdepartementales.puydedome.fr/ark:/72847/vta14963fe6981467e9/daogrp/0/layout:table/idsearch:RECH_5ca235b0883f70e3498bc244ce569a8f#id:789910922?gallery=true&brightness=100.00&contrast=100.00&center=845.317,-420.827&zoom=10&rotation=0.000)
9. ↑  Archives départementales du Puy-de-Dôme - Registre des naissances de la ville de Clermont-Ferrand - Année 1899 - Cote 6 E 1961 - p. 62/181 (http://www.archivesdepartementales.puydedome.fr/ark:/72847/vta173a768a8a0bfebe/daogrp/0/layout:table/idsearch:RECH_8460cdbe84d003fb2dcb7f8fc6b92d60#id:1191100655?gallery=true&brightness=100.00&contrast=100.00&center=712.005,-820.149&zoom=10&rotation=0.000)
10. 1 2 3 4  « Avis de décès », Le Moniteur du Puy-de-Dôme,‎ 26 janvier 1935, p. 4 (lire en ligne)
11. ↑  Archives départementales du Puy-de-Dôme - Registre des naissances de la ville de Clermont-Ferrand - Année 1901 - Cote 6 E 2325 - p. 49/177 (http://www.archivesdepartementales.puydedome.fr/ark:/72847/vtad9fa0cefc9f89fdc/daogrp/0/layout:table/idsearch:RECH_8460cdbe84d003fb2dcb7f8fc6b92d60#id:1397667304?gallery=true&brightness=100.00&contrast=100.00&center=1559.000,-1037.500&zoom=6&rotation=0.000)
12. ↑  Archives départementales ud Puy-de-Dôme - Registre des naissances de la ville de Clermont-Ferrand - Année 1903 - Cote 6 E 2737 - p. 86/179 (http://www.archivesdepartementales.puydedome.fr/ark:/72847/vtae93ec457013dda5d/daogrp/0/layout:table/idsearch:RECH_8460cdbe84d003fb2dcb7f8fc6b92d60#id:1481329521?gallery=true&brightness=100.00&contrast=100.00&center=1362.874,-1098.043&zoom=10&rotation=0.000&lock=true)
13. ↑  par Marcelo Wesfreid et, « Une affaire de succession », L'Express,‎ 6 avril 2006 (lire en ligne, consulté le 12 août 2020).
14. ↑  Archives départementales du Puy-de-Dôme - Registre des naissances de la ville de Clermont-Ferrand - Année 1908 - Cote 6 E 4715 - p. 64/215 (http://www.archivesdepartementales.puydedome.fr/ark:/72847/vtaaaab7d56006ab2e9/daogrp/0/layout:table/idsearch:RECH_50d2e1dbb5217ffb9af1b543ad7639fa#id:863742095?gallery=true&brightness=100.00&contrast=100.00&center=1063.000,-708.500&zoom=6&rotation=0.000)
15. ↑  Joseph Marie Vignancour, Droit romain : de l'hypothèque légale de la femme, droit français : de l'hypothèque légale de la femme envisagée dans ses effets contre les tiers acquéreurs, Paris, Alphonse Derenne, 1880 (lire en ligne)
16. 1 2 3 4 5 6 7  Société d'Économie et Science sociales, Les études sociales - Les juristes et l'École de Le Play, Paris, Les études sociales, 2002 (lire en ligne), p. 237
17. ↑  « Barreau de Clermont », Le Moniteur du Puy-de-Dôme,‎ 29 novembre 1896, p. 2 (lire en ligne)
18. ↑  « Chronique locale - Ordre des avocats du barreau de Clermont », Le Moniteur du Puy-de-Dôme,‎ 14 novembre 1897, p. 2 (lire en ligne)
19. ↑  « Au Barreau de Clermont », Le Moniteur du Puy-de-Dôme,‎ 18 juillet 1919, p. 2 (lire en ligne)
20. ↑  « Chronique locale - Ordre des avocats », Le Moniteur du Puy-de-Dôme,‎ 4 juillet 1920, p. 2 (lire en ligne)
21. ↑  « Élection au conseil de l'ordre des avocats de Clermont-Ferrand », Le Moniteur du Puy-de-Dôme,‎ 11 juillet 1926, p. 3 (lire en ligne)
22. ↑  « Ordre des Avocats », Le Moniteur du Puy-de-Dôme,‎ 13 juillet 1927, p. 2 (lire en ligne)
23. ↑  « Ordre des avocats de Clermont », Le Moniteur du Puy-de-Dôme,‎ 8 novembre 1888, p. 1 (lire en ligne)
24. ↑  « Chronique locale - Barreau de Clermont », Le Moniteur du Puy-de-Dôme,‎ 27 novembre 1889, p. 2 (lire en ligne)
25. ↑  « Au Conseil de l'Ordre des Avocats », Le Moniteur du Puy-de-Dôme,‎ 14 novembre 1892, p. 2 et 3 (lire en ligne)
26. ↑  « Chronique locale - Le Barreau de Clermont », Le Moniteur du Puy-de-Dôme,‎ 18 novembre 1893, p. 2 (lire en ligne)
27. ↑  « L'Ordre des Avocats », Le Moniteur du Puy-de-Dôme,‎ 22 novembre 1894, p. 2 (lire en ligne)
28. ↑  « Chronique locale - Le Barreau de Clermont », Le Moniteur du Puy-de-Dôme,‎ 17 novembre 1895, p. 2 (lire en ligne)
29. ↑  « Le Barreau de Clermont », Le Moniteur du Puy-de-Dôme,‎ 16 novembre 1898, p. 2 (lire en ligne)
30. ↑  « Chronique locale - Barreau de Clermont », Le Moniteur du Puy-de-Dôme,‎ 29 novembre 1899, p. 2 (lire en ligne)
31. ↑  « Ordre des Avocats », Le Moniteur du Puy-de-Dôme,‎ 14 novembre 1900, p. 2 (lire en ligne)
32. ↑  « Ordre des Avocats de Clermont », Le Moniteur du Puy-de-Dôme,‎ 15 novembre 1904, p. 2 (lire en ligne)
33. ↑  « Chronique locale - Ordre des avocats de Clermont », Le Moniteur du Puy-de-Dôme,‎ 9 novembre 1905, p. 2 (lire en ligne)
34. ↑  « Ordre des Avocats de Clermont », Le Moniteur du Puy-de-Dôme,‎ 15 octobre 1910, p. 2 (lire en ligne)
35. ↑  « Conseil de l'Ordre des Avocats », Le Moniteur du Puy-de-Dôme,‎ 12 octobre 1912, p. 2 (lire en ligne)
36. ↑  « Chronique locale - Au barreau de Clermont », Le Moniteur du Puy-de-Dôme,‎ 16 juillet 1913, p. 2 (lire en ligne)
37. ↑  « Au barreau de Clermont », Le Moniteur du Puy-de-Dôme,‎ 17 juillet 1921, p. 2 (lire en ligne)
38. ↑  « Chronique locale - Au barreau de Clermont-Ferrand », Le Moniteur du Puy-de-Dôme,‎ 12 juillet 1922, p. 2 (lire en ligne)
39. ↑  « Ordre des Avocats de Clermont-Ferrand », Le Moniteur du Puy-de-Dôme,‎ 13 juillet 1924, p. 2 (lire en ligne)
40. ↑  « Chronique locale - Ordre des avocats », Le Moniteur du Puy-de-Dôme,‎ 12 juillet 1925, p. 2 (lire en ligne)
41. ↑  « Ordre des Avocats », Le Moniteur du Puy-de-Dôme,‎ 11 juillet 1928, p. 2 (lire en ligne)
42. ↑  « Ordre des Avocats », Le Moniteur du Puy-de-Dôme,‎ 10 juillet 1929, p. 2 (lire en ligne)
43. ↑  « Clermont-Ferrand - Le conseil de l'ordre des avocats de Clermont », Le Moniteur du Puy-de-Dôme,‎ 26 juillet 1933, p. 2 (lire en ligne)
44. 1 2 3  Archives nationales - Base de données LEONORE - VIGNANCOURT Joseph Marie Madeleine - notice n°19800035/0211/27749 (http://www2.culture.gouv.fr/LH/LH139/PG/FRDAFAN84_O19800035v0402089.htm)
45. ↑  « Les sécularisés - À Clermont », La Croix,‎ 8 décembre 1903, p. 3 (lire en ligne)
46. ↑  « Jurisprudence - Conseil de préfecture interdépartemental de Clermont-Ferrand - 26 novembre 1932 - Malades indigents de la ville de Clermont-Ferrand - Frais d'hospitalisation excédant les revenus de la dotation hospitalière - Requête présentée par les hospices civils de ladite ville en vue d'obtenir le remboursement de l'excédent de dépenses par la ville - Évaluation budgétaire des hospices - Expertise ordonnée - Les frais d'hospitalisation des malades indigents incombent aux hospices, dans la mesure du montant intégral de leurs ressources budgétaires, déduction faite de celles qui servent à couvrir les frais généraux de leur fonctionnement et de celles qui ont une affectation spéciale du fait de la loi, d'actes de fondation, d'édits d'union ou de conventions particulières : l'excédent est à la charge de la commune du domicile du secours. Il y a lieu d'ordonner une expertise à l'effet d'établir si lesdits frais ont excédé la limite ainsi définie des ressources budgétaires des hospices pendant l’exercice en cause - Hospices civils de Clermont-Ferrand contre la ville de Clermont-Ferrand », Revue des établissements et des œuvres de bienfaisance,‎ juillet 1933, p. 283 et suivantes (lire en ligne)
47. ↑  Club alpin français, Club alpin français - bulletin mensuel, Paris, Typographie Georges Chamerot (d) , 1882 (lire en ligne), p. 41
48. ↑  « La Ligue de la Patrie française - Deuxième liste - Magistrature et barreau », Le Gaulois,‎ 8 janvier 1899, p. 2 (lire en ligne)
49. ↑  Société de l'Almanach de Brioude, L'Almanach de Brioude et de son arrondissement, Brioude, Société de l'Almanach de Brioude, 1923 (lire en ligne), p. 183
50. ↑  Société de l'Almanach de Brioude, L'Almanach de Brioude et de son arrondissement, Brioude, Société de l'Almanach de Brioude, 1928 (lire en ligne), p. 197
51. ↑  Société d'Économie sociale, La Réforme sociale : Bulletin de la Société d'Économie sociale et des Unions de la Paix sociale fondées par P. F. Le Play - janvier-juin 1888, Paris, Secrétariat de la Société d'Économie sociale, 1888 (lire en ligne), p. 499
52. ↑  Société d'Économie sociale, La Réforme sociale : Bulletin de la Société d'Économie sociale et des Unions de la Paix sociale - janvier-juin 1898, Paris, Secrétariat de la Société d'Économie sociale, 1898 (lire en ligne), p. 9
53. ↑  Société d'Économie sociale, La Réforme sociale : Bulletin de la Société d'Économie sociale et des Unions de la Paix sociale, Paris, Secrétariat de la Société d'Économie sociale, 1914 (lire en ligne), p. 9
54. 1 2  Société d'Économie sociale, La Réforme sociale : Bulletin de la Société d'Économie sociale et des Unions de la Paix sociale fondées par P. F. Le Pay - juillet-décembre 1889, Paris, Secrétariat de la Société d'Économie sociale, 1889 (lire en ligne), p. 179
55. ↑  Société d'Économie sociale, La Réforme sociale : Bulletin de la Société d'Économie sociale et des Unions de la Paix sociale, Paris, Secrétariat de la Société d'Économie sociale, 1899 (lire en ligne), p. 724
56. ↑  Société d'Économie sociale, La Réforme sociale : Bulletin de la Société d'Économie sociale et des Unions de la Paix sociale, Paris, Secrétariat de la Société d'Économie sociale, 1900 (lire en ligne), p. 324
57. ↑  Académie des Sciences, Belles-Lettres et Arts de Clermont-Ferrand, Bulletin historique et scientifique de l'Auvergne, Clermont-Ferrand, M. Bellet et fils, imprimeurs-libraires, 1890 (lire en ligne), p. 239
58. 1 2  Académie des Sciences, Belles-Lettres et Arts de Clermont-Ferrand, Bulletin historique et scientifique de l'Auvergne, Clermont-Ferrand, Louis Bellet, imprimeur-libraire, 1893 (lire en ligne), p. 42 et 210
59. 1 2  Académie des Sciences, Belles-Lettres et Arts de Clermont-Ferrand, Bulletin historique et scientifique de l'Auvergne, Clermont-Ferrand, Louis Bellet, imprimeur-libraire, 1897 (lire en ligne), p. 22 et 109
60. ↑  Académie des Sciences, Belles-Lettres et Arts de Clermont-Ferrand, Bulletin historique et scientifique de l'Auvergne, Clermont-Ferrand, Louis Bellet, imprimeur-libraire, 1899 (lire en ligne), p. 15, 16 et 74
61. 1 2  Académie des Sciences, Belles-Lettres et Arts de Clermont-Ferrand, Bulletin historique et scientifique de l'Auvergne, Clermont-Ferrand, M. Bellet et fils, imprimeurs-libraires, 1892 (lire en ligne), p. 6 et 294
62. ↑  Académie des Sciences, Belles-Lettres et Arts de Clermont-Ferrand, Bulletin historique et scientifique de l'Auvergne, Clermont-Ferrand, Louis Bellet, imprimeur-libraire, 1894 (lire en ligne), p. 257
63. 1 2  Académie des Sciences, Belles-Lettres et Arts de Clermont-Ferrand, Bulletin historique et scientifique de l'Auvergne, Clermont-Ferrand, Louis Bellet, imprimeur-libraire, 1896 (lire en ligne), p. 18 et 21
64. ↑  Académie des Sciences, Belles-Lettres et Arts de Clermont-Ferrand, Bulletin historique et scientifique de l'Auvergne, Clermont-Ferrand, Louis Bellet, imprimeur-libraire, 1910 (lire en ligne), p. 29
65. ↑  Académie des Sciences, Belles-Lettres et Arts de Clermont-Ferrand, Bulletin historique et scientifique de l'Auvergne, Clermont-Ferrand, Louis Bellet, imprimeur-libraire, 1912 (lire en ligne), p. 19
66. ↑  « Une longue histoire », sur acad.sbla.clermont.monsite-orange.fr (consulté le 19 avril 2019)
67. ↑  « Çà et Là - Distinctions pontificales », La Croix,‎ 28 janvier 1905, p. 4 (lire en ligne)
68. ↑  « Ministère de la Justice - Légion d'Honneur », Journal officiel de la République française,‎ 24 février 1929, p. 2332 (lire en ligne)
69. ↑  « C1 JOSEPH VIGNANCOUR Loi Instruction 1882 Dedicace ENVOI Signed CLERMONT-FERRAND », sur picclick.fr (consulté le 22 avril 2019)
70. 1 2 3  Académie des Sciences, Belles-Lettres et Arts de Clermont-Ferrand, Mémoires de l'Académie des Sciences, Belles-Lettres et Arts de Clermont-Ferrand - Tome XXVII, Clermont-Ferrand, Ferdinand Thibaud, imprimeur-libraire, 1885 (lire en ligne), p. 318
71. ↑  Société d'Économie sociale, La Réforme sociale : Bulletin de la Société d'Économie sociale et des Unions de la Paix sociale fondées par P. F. Le Play - juillet-décembre 1888, Paris, Secrétariat de la Société d'Économie sociale, 1888 (lire en ligne), p. 472